# Conservatoire municipal de musique de Barcelone
Le Conservatoire municipal de Barcelone  (ou bien Conservatori Superior de Música de Barcelona ou bien Conservatori Superior Municipal de Música de Barcelona, et anciennement Escola Municipal de Música de Barcelona) est un établissement d'enseignement consacré à l'éducation musicale, propriété du Conseil de la ville. 
Ses débuts remontent à 1886 ; il fut créé par la fanfare municipale de Barcelone comme une école de musique afin d'acquérir de former de nouveaux instrumentistes, de façon similaire à la façon dont avaient procédé d'autres villes dotées de groupes musicaux. 
Son premier directeur fut Josep Rodoreda jusqu'en 1896 où il fut remplacé par Antoni Nicolau. Enric Morera occupa le poste de vice-président de 1911 à 1935. En 1930, quand il fut question de choisir le nouveau directeur, Lluís Millet, candidat plus conservateur que Morera fut préféré pour occuper le poste générant une controverse considérable. 
Pendant ce temps, en 1928, l'institution avait déménagé à l’intersection des rues Bruc et Valence. 
Millet quitta ses fonctions l'année de la fin de la guerre civile espagnole et fut remplacé l'année suivante par Joan Baptista Lambert, qui servit jusqu'en 1945. C'est à cette époque que l’établissement changea de statut, passant d'école de musique à conservatoire, suivant les  planifications au niveau national sur la base du décret de 1942.
À la mort de Lambert, Joaquim Zamacois accepta le poste, qu'il occupa jusqu'en 1965, une période durant laquelle se nouèrent des contacts avec d'autres conservatoires européens,  furent invités des musiciens européens notables, et furent ouverts une chaire de musique ancienne et le Musée de Musique de Barcelone. 
En 1952, Joan Pich et Santasusana, succéda à Zamacois provisoirement jusqu'en 1968 et puis officiellement jusqu’en  1977, époque des premières ouvertures démocratiques. En accord avec les principales tendances, il fait des efforts importants pour réglementer et décentraliser l’institution  puisqu'il était encore et continua d'être pendant de nombreuses années la seule institution d’enseignement musical à caractère public de la ville. Ce fut aussi sous son mandat que fut appliqué le décret de 1966 pour une professionnalisation de l’enseignement musical. Afin de faciliter la pratique des concerts par les élèves, il planifia la construction de l’Auditori qui fut inauguré par son successeur Xavier Turull, nommé en 1977. Cette période fut plus stable, le musée fut transféré Casa Quadra alors que la bibliothèque voyait le jour. À la suite de désaccords avec la municipalité, il démissionna en 1982 et  fut remplacé par Maria Cateura puis Marçal Gols il rénova complètement la structure, limitant le nombre d’instruments enseignés, limitant les professeurs et favorisant l’enseignement des cordes.
Ces réformes ne furent pas acceptées de tous, et il dut quitter ses fonctions pour être remplacé d’abord par Pilar Figueres, puis Francesca Ruiz (1988-1997) et enfin Carme Vilà. 
En 2001, lorsque le ministère de l'Éducation de la Generalitat de Catalogne ouvrit l’École supérieure de musique de Catalogne, le Conservatoire municipal supérieur de Barcelone arrêta ses enseignements supérieurs, et changea de nom. Plusieurs de ses professeurs rejoignirent la nouvelle institution.